# Miagrammopes gulliveri
Miagrammopes gulliveri là một loài nhện trong họ Uloboridae.
Loài này thuộc chi Miagrammopes. Miagrammopes gulliveri được Arthur Gardiner Butler miêu tả năm 1876.